# Álvaro Obregón (Ciudad de México)
Álvaro Obregón es una de las dieciséis demarcaciones territoriales de la Ciudad de México, localizada al suroeste de la capital mexicana. Colinda al oriente con las alcaldías Benito Juárez y Coyoacán, al sur con Magdalena Contreras y Tlalpan, al norte con Miguel Hidalgo y al poniente con Cuajimalpa de Morelos y el municipio de Ocoyoacac, en el estado de México. Es la tercera demarcación más poblada de la Ciudad de México, solo detrás de Iztapalapa y Gustavo A. Madero, con más de 750 000 habitantes.

## Geomorfología
El relieve en la alcaldía comprende dos regiones: la de llanuras y lomeríos y la región de las montañas y los pedregales. La primera comprendida al oriente de la alcaldía, en sus límites con Benito Juárez y Coyoacán, y al poniente hasta la base de la Sierra de las Cruces. Aquí están comprendidas las tierras bajas y llanas, casi al nivel del antiguo lago de Texcoco; los lomeríos pueden considerarse hasta los faldeos de las altas montañas del sur y del poniente. Las llanuras y los lomeríos no ofrecen grandes diferencias, pues la altura de las lomas, con respecto al nivel de la llanura, no excede los 100 m; tienen una altitud sobre el nivel del mar de unos 2265 m y los lomeríos, de unos 2340 m por término medio. Sus pendientes son de 1.5° y están constituidas por una red de barrancos que alternan con divisorias de anchura máxima de 100 m.[cita requerida]

## Toponimia
La alcaldía lleva el nombre del revolucionario, político y militar Álvaro Obregón, quien fue presidente de México de 1920 a 1924.
Álvaro Obregón fue asesinado en el restaurante La Bombilla, en San Ángel por el dibujante José de León Toral.
Cuatro años después del asesinato, siendo presidente de México Pascual Ortiz Rubio, emitió un decreto para cambiar el nombre de la Delegación San Ángel al de Villa Álvaro Obregón, para conmemorar al finado presidente.
Luego de 38 años de ser denominada villa Álvaro Obregón, en 1970 se forma un nuevo decreto para reorganizar la Ciudad de México. Se establecieron 16 delegaciones políticas y a partir de entonces esta demarcación es formalmente denominada Álvaro Obregón.

## Demografía

### Población
La población total de la demarcación era en el 2020 de 759 137 habitantes. Es la tercera alcaldía más poblada de la Ciudad de México. Las primeras dos son Iztapalapa y Gustavo A. Madero. El estudio registró que el 47.6 % de la población son hombres (346 041) y el 52.4 % son mujeres (380 993); por lo tanto, por cada 91 hombres hay 100 mujeres. Respecto a la población total y a la tasa de crecimiento promedio anual, el informe indica que en la alcaldía Álvaro Obregón viven 32 103 personas más que hace diez años. Respecto a la estructura de la población, el informe indica que 163 655 obregonenses tienen entre 0 y 14 años de edad; 500 501 personas oscilan entre 15 y 64 años de edad, mientras que 53 672 personas tienen más de 65 años. Los datos se levantaron en el Censo de Población y Vivienda realizado en el 2020.
Evolución
| 1995    | 2000    | 2005    | 2010    | 2020    |
| ------- | ------- | ------- | ------- | ------- |
| 676 930 | 687 020 | 706 567 | 727 034 | 759 137 |

## Administración Pública

### Organización territorial
La alcaldía Álvaro Obregón tiene 7 direcciones territoriales, siendo estas las siguientes:
- San Ángel
- Águilas
- Plateros
- Centenario
- La Era
- Jalalpa
- Tolteca

### Jefes Delegacionales
- (1997 - 2000)  Guadalupe Rivera Marín
- (2000 - 2003)  Luis Eduardo Zuno Chavira
- (2003 - 2006)   Leticia Robles Colín
- (2006 - 2009)    Leonel Luna Estrada
- (2009 - 2012)   Eduardo Santillán Pérez
- (2012)  Erick Alejandro Reyes León
- (2012 - 2015)  Leonel Luna Estrada
- (2015 - 2018)   María Antonieta Hidalgo Torres

### Alcaldes
- (2018 - 2021):  Layda Sansores San Román
- (2021): Alberto Esteva San Román
- (2021 - 2024):  Lía Limón García
- (2024 - actualidad):    Javier López Casarín

## Urbanismo

### Entorno de la demarcación
Está conformada por 257 colonias, fraccionamientos y barrios, entre ellas San Ángel, San Ángel Inn, Tlacopac, Ermita Tizapán, Chimalistac, Guadalupe Inn, Florida, Jardines del Pedregal y la mayoría de las colonias que forman la zona de Santa Fe. Además, esta jurisdicción cuenta con poblados de características rurales como San Bartolo Ameyalco y Santa Rosa Xochiac. En donde está ubicada la colonia Lomas de la Era anteriormente existió un río al que acudían los primeros pobladores para acarrear agua para tomar, para lavar ahí o en los lavaderos de san Bartolo. Desafortunadamente, con la llegada de más personas se ha utilizado ese río para desechar los drenajes, y la mayoría de los árboles se han eliminado para construir hogares.[cita requerida]
La alcaldía Álvaro Obregón es hogar de algunas de las colonias más acaudaladas del país, como los pueblos de San Ángel, Tlacopac y Chimalistac, o la colonia Jardines del Pedregal hacia el sur, y la zona de Santa Fe, en los límites con la alcaldía Cuajimalpa, hacia el poniente. Dentro de ellas convergen otras colonias de poder adquisitivo medio-alto y alto como: San Ángel Inn, Florida, Altavista, Campestre, Tlacopac, Guadalupe Inn, Lomas de Tarango, Colinas del Sur, Las Águilas, o Villa Verdún. De igual manera, existen núcleos de clase media esparcidos por toda la demarcación, como las colonias San Pedro de los Pinos, Tetelpan, Plateros, Merced Gómez, COVE, Progreso Tizapán, Axotla y Alpes, y de carácter popular, como: Observatorio, La Cascada, Presidentes, Américas, Alfonso XIII, Molino de Rosas, Olivar del Conde, y el Pueblo de Santa Fe. En la demarcación también existen varios asentamientos irregulares sobre las barrancas y llanuras de los antiguos ríos de Mixcoac, Tacubaya y San Borja que presentan altos grados de marginación. Dentro de estas se encuentran colonias como El Cuernito, Golondrinas, La Araña, Punta del Ceguayo, La Providencia, Tepeaca, Ave Real, La Mexicana, El Ruedo, El Queso, Llano Redondo, Primera Victoria, Jalalpa y Barrio Norte, entre otras.[cita requerida]

### Barrios y pueblos
En la alcaldía también se pueden encontrar en pequeña porción pueblos y colonias de carácter rural y semiurbano con cierto grado de marginación localizadas en los límites con el Desierto de los Leones hacía el suroeste como Santa Rosa Xochiac y San Bartolo Ameyalco. Cuenta con 5 pueblos la alcaldía, los cuales son:
| Pueblos              |  |
| -------------------- |  |
| San Ángel            |  |
| Axotla               |  |
| Santa Fe             |  |
| Santa Rosa Xochiac   |  |
| San Bartolo Ameyalco |  |

Álvaro Obregón es también una de las alcaldías con una zona rural y zonas montañosas boscosas, entre los pueblos ubicados en la sierra están: San Bartolo Ameyalco, Santa Rosa Xochiac, El Desierto de los Leones y también Tizapán (que proviene de tizatl, ‘yeso’ o ‘greda’; pan: ‘en’, ‘sobre’, ‘encima’, significando "lugar sobre la tiza"), una zona que en los últimos años ha cambiado de ser un pueblo como se le denominaba hace veinte años, con la ventaja de contar con todos los servicios ya que al estar rodeada de San Ángel y Pedregal. Las zonas montañosas localizadas en esta alcaldía alcanzan los 3800 m s. n. m. (metros sobre el nivel del mar), en donde hay sitios ideales para el excursionismo, campismo y la caminata de alta montaña.
De norte a sur, entre la vialidad denominada Altavista - Calzada al Desierto de los Leones y la avenida Barranca del Muerto y al poniente, entre la Calzada de los Leones y avenida Revolución, se ubica un antiguo asentamiento llamado Pueblo Tlacopac, que en idioma náhuatl significa ‘lugar entre las jaras o carrizos’. Desde este lugar se podía acceder a pie, hasta algunas de las partes altas de lo que hoy se denomina la colonia «Las Águilas».
Tlacopac, es una zona típica, el trazo de su calle principal, la ubicación de su parroquia y de sus calles y callejones empedrados, invita a conocer de su participación en la historia que ha forjado a nuestra patria desde esta ciudad.
Por la alcaldía corre el Río Magdalena, el último río vivo de la ciudad que sufre un grave problema de contaminación, aunque se planea su limpieza y embellecimiento del entorno que lo rodea.
De igual modo, antaño, en los alrededores de periférico y Plateros se encontraba ubicado el Manicomio General de La Castañeda, instituido en el año de 1910 por el expresidente, Porfirio Díaz, para celebrar 100 años de la Independencia. Este tuvo una doble función de hospital y asilo para la atención psiquiátrica de enfermos mentales de ambos sexos, de cualquier edad, nacionalidad y religión. Debido a las pésimas condiciones en que se encontraban los internos en La Castañeda. En 1964 el presidente Adolfo López Mateos funda la Escuela Nacional Preparatoria 8 «Miguel E. Schulz» en territorios aledaños a la Castañeda. El gobierno de Gustavo Díaz Ordaz decidió, en 1967, inaugurar granjas-hospitales ubicadas en las afueras de la ciudad, a donde fueron trasladados los 5000 habitantes del antiguo manicomio. Del hospital sobrevivió la fachada majestuosa de estilo francés, que piedra por piedra fue trasladada de Ciudad de México a Amecameca por los Legionarios de Cristo.
Algunas colonias de la alcaldía se encuentran en zona de minas de arena, tales como Olivar del Conde, Presidentes, Capula, Piloto, Bellavista entre otras y están catalogadas como «zona minada de alto riesgo»; en 2005 en la colonia Olivar del Conde es donde más cavidades se han localizado, y del año pasado a la fecha, por medio de un convenio de colaboración con ingenieros de la Universidad Nacional Autónoma de México (UNAM), se identificaron 21 minas, de las cuales tres fueron consideradas de muy alto riesgo.
En esta alcaldía están asentadas instalaciones de la Secretaría de la Defensa Nacional, el Campo Militar n.º 1-F Santa Fe.
Aun con los programas que se realizan en estas demarcaciones para el desasolve de presa con aguas negras, como la ubicada en avenidas Minas de Cristo, la población de las colonias aledañas sigue utilizando estos lugares como depósitos de basura, por lo cual las autoridades tienen que crear nuevas estrategias para contrarrestar la problemática que se vive con la falta de cultura el manejo de la basura.
Recientemente se han recuperado áreas verdes , así como parques, remodelando y colocando juegos infantiles para la recreación de las familias radicadas en esta delegación, las áreas verdes han sido reforestadas en lugares se han colocado canchas deportivas y pistas para correr, esto aumenta el deporte y disminuye el mal uso de estas instalaciones, se colocaron casetas de vigilancia; ahora se puede pasear por estos lugares y ejercitarse.
También se realizan tareas de limpieza en avenidas y en presas, las familias aun desechando la basura en ellas, provocando inundaciones por taponamiento de las mismas.
Por otra parte, para ayudar a las familias de bajos recursos, el gobierno ha instalado comedores donde pueden acudir por alimentos subsidiados, contribuyendo con la economía familiar de grupos de bajos ingresos.

## Sitios de interés cultural

### Instalaciones culturales y de entretenimiento
Estos son algunos puntos de interés dentro de la demarcación Álvaro Obregón:
- Centro Cultural San Ángel
- Museo de El Carmen
- Museo Casa Estudio Diego Rivera y Frida Kahlo
- Museo de Arte Carrillo Gil
- Museo Casa del Risco
- Museo Soumaya de Plaza Loreto
- El Carmen Galería de Arte
- Parque de la Bombilla
- Parque Ecológico El Batán
- Plaza San Jacinto

## Servicios públicos

### Administración pública
El edificio delegacional, que concentra la administración, se encuentra en la colonia Tolteca, junto al parque de la Juventud.
Algunos de los servicios que ofrece la alcaldía a sus habitantes son:
- Denuncia anónima de delitos
- Denuncia anónima de antros en las colonias
- Denuncia anónima de venta de drogas
- Bufete Jurídico (asesorías gratuitas)
- Brigadas de Salud y asistencia social
- Programas de prevención para la mujer
- Jornadas de esterilización de mascotas

### Programas contra el alcoholismo
Es también en esta alcaldía donde se implementó el programa, pionero en su tipo, de 00:00 (Cero Horas-Cero Alcohol), mismo que prohíbe la venta de alcohol después de las 00:00 horas, con el fin de aminorar los abusos, daños y graves consecuencias que conlleva el abuso de alcohol, así como promover la prevención de la violencia, el delito y las adicciones en la demarcación, propiciando una mejor convivencia y seguridad entre los habitantes de la misma.[cita requerida]

## Transporte

### Rutas de microbús
- Unión de Permisionarios y Choferes Taxistas hoy Ruta 4 (Observatorio, Tacubaya a Cuajimalpa de Morelos y la zona de las Águilas).

- Unión de Permisionarios Taxistas y Ramales A.C. Ruta 5 (Santa Fe, Lomas de Tarango, La Mexicana, Santa Lucía, Belén de las Flores por Vasco de Quiroga al Metro Tacubaya)

- Ruta 6 (Monte de las Cruces)

- Ruta 15 Poniente (Atraviesa la alcaldía de norte a sur.)

- Ruta 24 (Atraviesa las colonias del centro de la alcaldía.)

- Organización de Transportistas en General del Cerro del Judío, Ramales A.C. Ruta 42 (Cerro del Judío)

- Ruta 43 (Santa Rosa Xochiac y San Bartolo Ameyalco) y Lomas de la Era

- Ruta 45 (San Ángel (Ciudad de México), colonia Florida, Chimalistac, San Ángel Inn al metro Universidad)

- Ruta 46 (Las favelas de la alcaldía desde la Línea 7 del Metro de la Ciudad de México a partir del metro Tacubaya)

- Ruta 47 (Panteón Civil de Dolores y colonias aledañas)

- Ruta 54 (colonia Molino de Santo Domingo)

- Ruta 76 (Lomas de Chapultepec, Santa Fe, Dinamos de Contreras, Monte de las Cruces y los municipios de Huixquilucan y Ocoyoacac)

- Ruta 111 (La Era - Metro Barranca del Muerto)

- Ruta 114 (Monte de las Cruces)

### Metro de la Ciudad de México

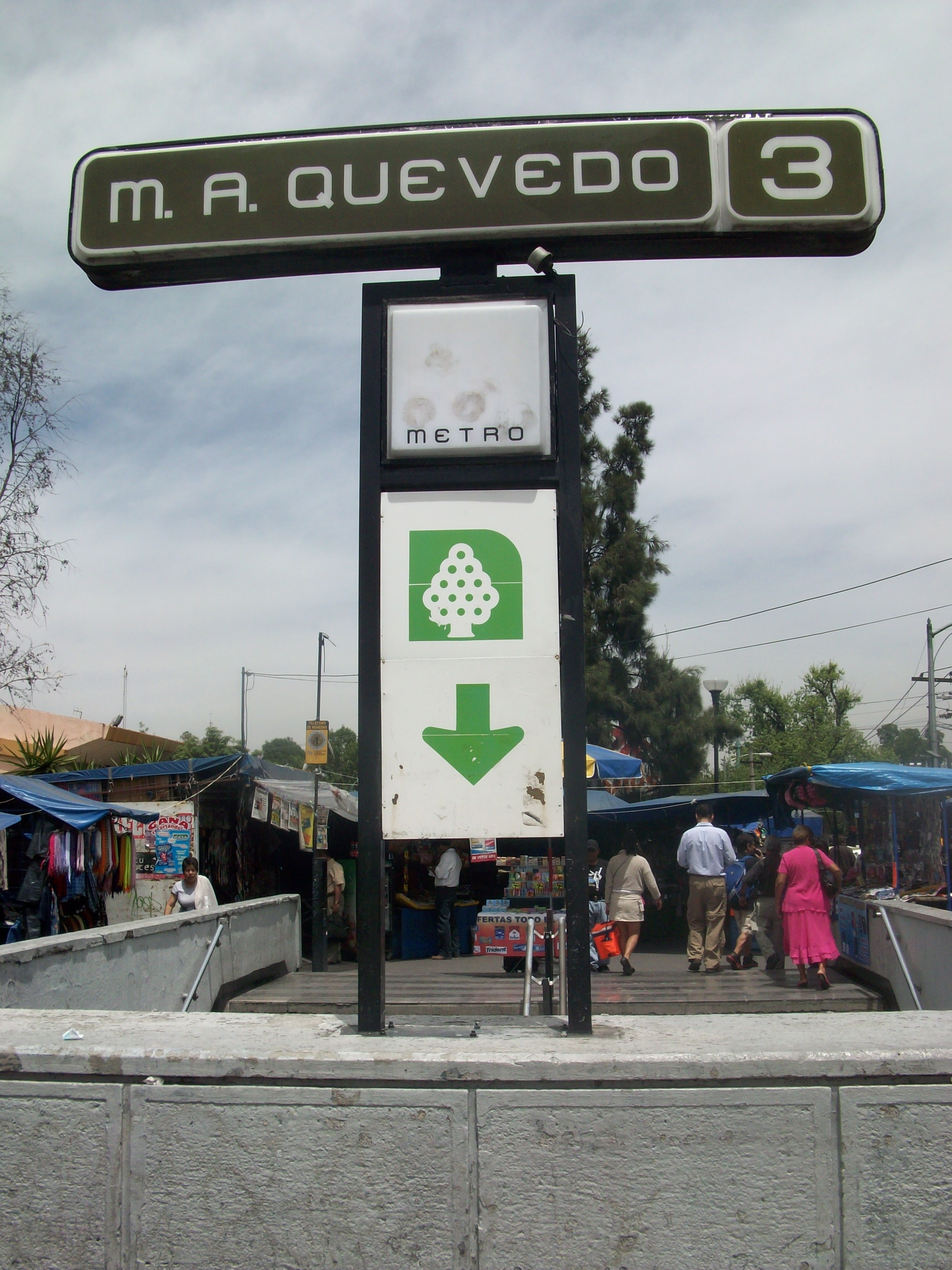
Miguel Ángel de Quevedo, línea 3.

| Estación                 | Línea |
| ------------------------ | ----- |
| Observatorio             |       |
| Viveros/Derechos humanos |       |
| Miguel Ángel de Quevedo  |       |
| Barranca del Muerto      |       |
| Valentín Campa           |       |
| Álvaro Obregón           |       |

### Metrobús
También la línea 1 del Metrobús de la Ciudad de México da servicio a la delegación, con las siguientes estaciones:
- José María Velasco
- Francia
- Olivos
- Altavista
- La Bombilla
- Doctor Gálvez

La Terminal de Autobuses del Poniente se encuentra en la colonia Real del Monte y brinda servicio para muchas ciudades, municipios y estados del país, como Jalisco, Querétaro, Michoacán, Guerrero, Guanajuato o el estado de México. Para acceder a dicho inmueble puede usarse la estación Observatorio del Metro o transitando sobre avenida Tacubaya o Camino Real a Toluca.
La línea 2 del sistema Ecobús (a cargo del Sistema de Movilidad 1) corre de la estación del metro Miguel Ángel de Quevedo hasta la zona comercial de Santa Fe.

### Cablebús
En 2024 fueron inauguradas dos estaciones de la línea 3 del Cablebús de la Ciudad de México en esta demarcación:
- Cineteca Nacional / Bodega de Arte
- Vasco de Quiroga

### Escaladores y elevadores
Existe un sistema de escaleras eléctricas y elevadores funiculares inclinados del programa "Escalando Vidas, Tejiendo Destinos" y ofrece movilidad a lugares de difícil acceso. Están en las calles Columbus y La Pedrera,  es denominado Colectivo 18 por las colonias del mismo nombre.

### Vialidades
Las principales vialidades de está zona son:
- Periférico Poniente y Sur
- Av. Altavista
- Av. Revolución
- Santa Lucía
- Miguel Ángel de Quevedo
- Av. Centenario
- Av. Insurgentes Sur
- Av. Universidad
- Av. Tacubaya
- Eje 10 Sur
- Calzada de las Águilas
- Camino Real a Toluca
- Camino al Desierto de los Leones
- Eje 5 Poniente
- Supervía Poniente
- Av Barranca del Muerto
- Periférico Sur
- Vasco de Quiroga
- Av. Lomas de Plateros

### Infraestructura vial
- Puentes de “Los Poetas Jaime Sabines, Carlos Pellicer y Octavio Paz”
- Anillo Periférico
- Avenida Luis Cabrera
- Distribuidor Vial "San Antonio"
- Río Becerra

## Educación

### Escuelas primarias y secundarias e instituciones de nivel medio superior
- Instituto de Educación Media Superior del Distrito Federal (IEMS):
  - Preparatoria «Gral. Lázaro Cárdenas del Río» (SBGDF)
  - Escuela Preparatoria Álvaro Obregón II «Vasco de Quiroga»
  - Comunidad Personalizada** https://secundariapersonalizada.edu.mx/ (secundaria y preparatoria) <Incorporación SEP>
- UNAM Escuela Nacional Preparatoria:
  - Escuela Nacional Preparatoria 8 «Miguel E. Schulz» (UNAM)
- Centro de Estudios Científicos y Tecnológicos N.º 4 «Lázaro Cárdenas del Río» (IPN)
- Centro de Estudios Tecnológicos Industrial y de Servicios N.º 52 (DGETI)
- Centro de Estudios Tecnológicos Industrial y de Servicios N.º 10 (DGETI)
- Colegio Nacional de Educación Profesional Técnica. 101 Álvaro Obregón I (Conalep)
- Colegio Nacional de Educación Profesional Técnica. 102 Álvaro Obregón II (Conalep)
- Centro de Estudios de Bachillerato 4/2 «Lic. Jesús Reyes Heroles» (DGB)
- Escuela primaria Alberto M. Alvarado

Escuelas privadas internacionales:
- ASF México, escuela internacional estadounidense[15]
- Edron Academy, escuela internacional británica[16]
- Liceo Mexicano Japonés, la escuela internacional japonesa, en Jardines del Pedregal.[17][18][19]
- Plantel Pedregal de los Colegios Peterson, una escuela internacional estadounidense[20]
- El Plantel Pedregal, con Kindergarten del Campus Sur (Campus Süd) del Colegio Alemán Alexander von Humboldt, la escuela internacional alemana.[21]

Otras escuelas privadas:
- Colegio Columbia.
- Planteles de kindergarten y primaria del Colegio Princeton[22]
- Colegio Olinca plantel Altavista[23]
- Colegio Junípero (escuela primaria privada) (Col. Las Américas)[24]
- Colegio Vermont Plantel Pedregal[25]
- Instituto Francisco Possenti
- Instituto Miguel Ángel[26]
- Instituto Oxford[27]
- Colegio Oxford Bachillerato[28]

### Instituciones de educación superior

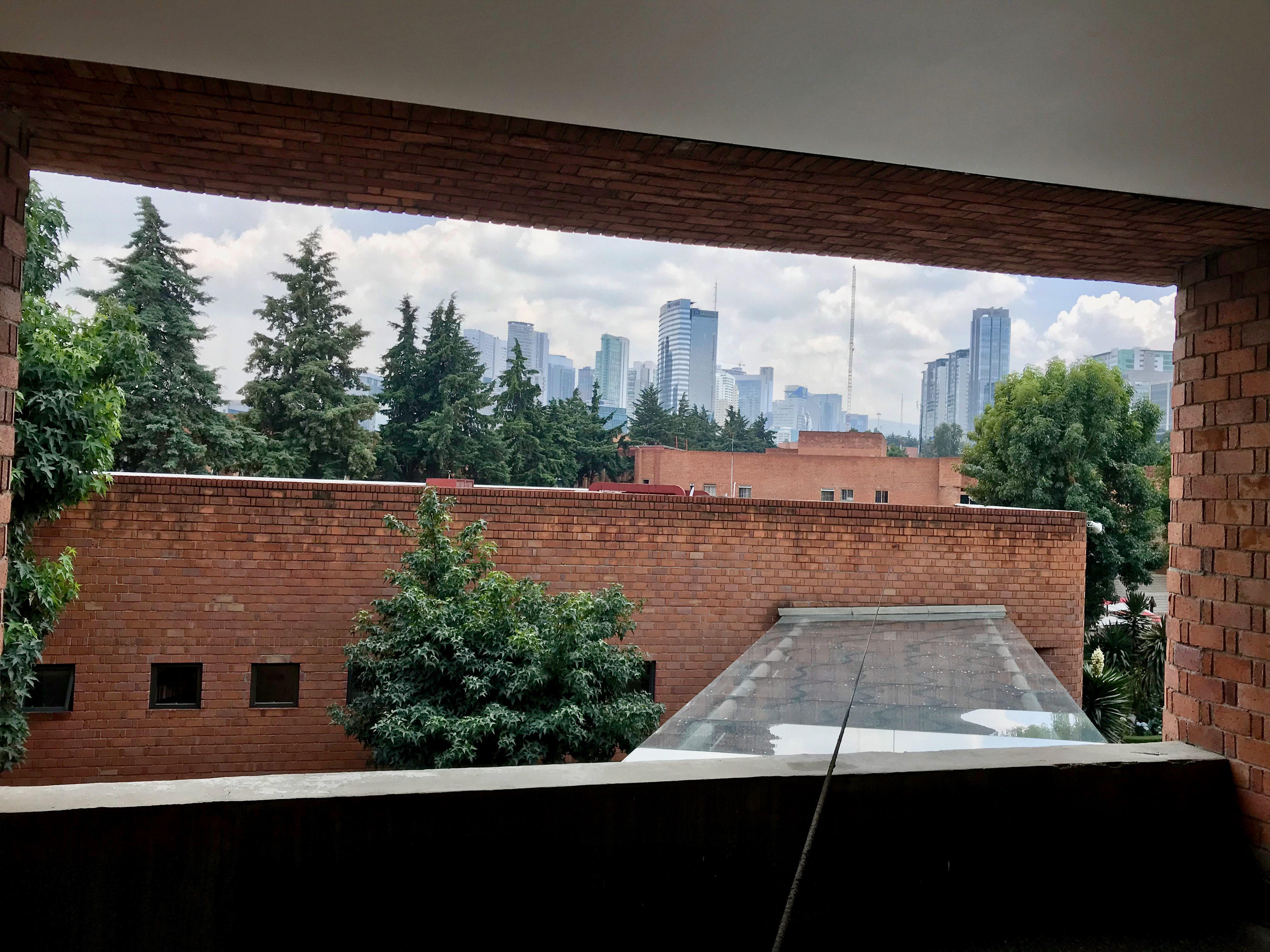
Vista de la Universidad Iberoamericana hacia el corporativo Santa Fe

- Tecnológico de Monterrey campus Santa Fe
- Instituto Tecnológico Autónomo de México (ITAM)
- Universidad Westhill Santa Fe
- Westhill Institute
- Centro de Estudios Superiores de San Ángel
- Universidad Iberoamericana Ciudad de México
- Universidad Anáhuac del Sur
- Universidad del Valle de México
- Universidad Americana
- Universidad Motolinia
- Universidad Latinoamericana
- Escuela Nacional de Maestras de Jardín de Niños
- Escuela Militar de Materiales de Guerra
- Instituto Tecnológico de Álvaro Obregón (ITAO)
- Universidad Insurgentes

## Servicios de salud

### ISSSTE
El Hospital «Dr. Fernando Quiroz Gutiérrez» del ISSSTE se encuentra ubicado en calle Canario esquina Felipe Ángeles s/n. Es un hospital general, cuenta con los servicios de urgencias adultos, urgencias pediatría, consulta externa, hospitalización Norte, hospitalización Sur, labor, cuneros, terapia intensiva, quirófanos, cafetería, comedor, oficinas de gobierno. También se encuentra en el hospital la Sección Sindical XLVII.[cita requerida]
En esta alcaldía se encuentra además el Hospital Regional «Lic. Adolfo López Mateos», un hospital de tercer nivel de atención que atiende a los derechohabientes de la delegación regional sur del ISSSTE. Es reconocido a nivel local y nacional y es un hospital de referencia.[cita requerida]

### Secretaría de Salud (Sedesa)
El Hospital General "Dr. Enrique Cabrera" de la Secretaría de Salud se encuentra en el cruce de la Prolongación Av. 5 de Mayo y Av. Centenario n.º 3170. Cuenta con varias especialidades y servicios, además de un área de urgencias.[cita requerida]

### IMSS
- El hospital «Gilberto López Izquierdo» del IMSS es el hospital General de Zona con Medicina Familiar y cuenta con la unidad de Urgencias Médicas, ubicado en Av. Río Magdalena n.º 289 colonia Tizápan San Ángel.

- El Hospital de Gineco-Obstetricia "Luis Castelazo Ayala" con Unidad de Medicina Familiar n.º 4 del IMSS, ubicado en Av. Río Magdalena sin número, colonia Tizapan San Ángel.

- Unidad de Medicina familiar con unidad médica de atención ambulatoria n.º 161 del IMSS, ubicada en Av. Toluca # 160, col. Olivar de los Padres, C.P. 098800.

## Economía

### Empresas asentadas
Volaris tiene su sede en Colonia Zedec, Santa Fe: Antonio Dovalí Jaime, n.º 70, Torre B, Piso 13.
Otra institución es InfoMED, Agencia Internacional de Noticias (InfoMED News Press), con sede en la Unidad Habitacional Lomas de Plateros.
Grupo Bimbo tiene su sede en Santa Fe y Álvaro Obregón. Corporativo Bimbo, S.A. de C.V. Prolongación Paseo de la Reforma n.º 1000, Col. Peña Blanca Santa Fe, Alcaldía Álvaro Obregón, Ciudad de México, 01210.

## Patrimonio

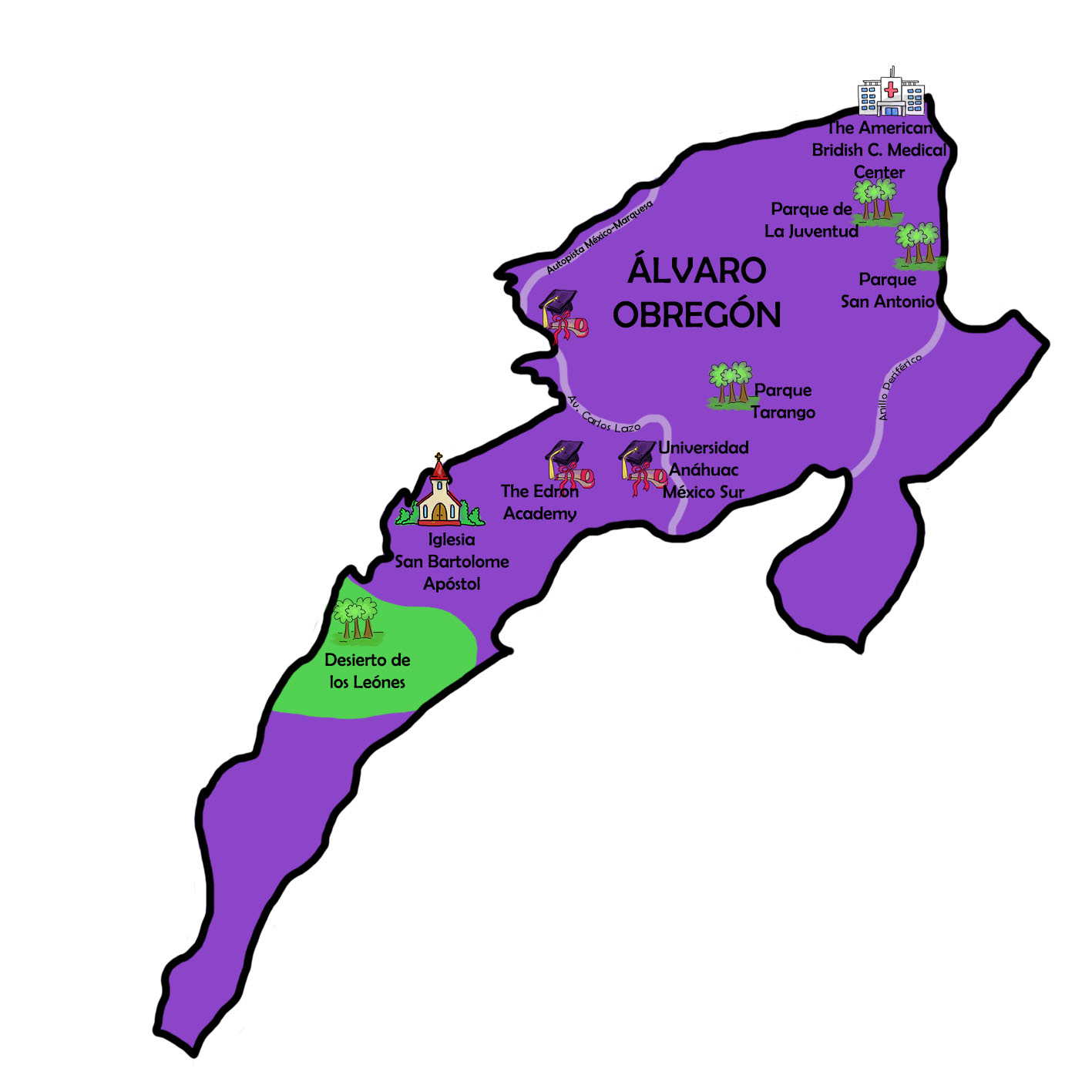
Mapa de los lugares más representativos de la alcaldía Álvaro Obregón

La parte baja de la alcaldía se distingue por sus colonias con mansiones, sus barrios de gran tradición, parques e iglesias coloniales ubicadas en las colonias San Ángel, San Ángel Inn y Chimalistac, que contrastan con la arquitectura moderna de Santa Fe en la parte poniente y colindan con la alcaldía Cuajimalpa. Algunos sitios de interés son: la Plaza de San Jacinto, donde se encuentra el monumento en homenaje al Batallón de San Patricio, el Bazar del Sábado, el Mercado de las Flores, la Plaza de los Arcángeles, la Casa del Risco, el Monumento al General Álvaro Obregón, la ex-Hacienda de Goycochea, la capilla de San Sebastián Chimalistac, la Casa de los Delfines, la Iglesia de San Jacinto, la Iglesia del Carmen, la Casa del Mayorazgo de Fagoaga, la Casa-Estudio de Diego Rivera, la Cámara de los Secretos, la Plaza del Carmen, el Desierto de los Leones, la Plaza San Jacinto, el corredor de bares y restaurantes de la Av. de la Paz, el Teatro Helénico, el Centro Cultural San Ángel y los museos del Carmen y Carrillo Gil.[cita requerida]
Este último tiene una planta arquitectónica de corte funcionalista diseñada a mediados de la década de 1950 por el arquitecto Augusto H. Álvarez, por encargo del doctor Álvar Carrillo Gil. Es un edificio hecho ex profeso para servir como museo, aunque fue ocupado algunos años como local de despachos y oficinas. En 1974 se inauguró como museo; desde entonces ha sufrido varias modificaciones, la más importante de ellas transformó completamente la fachada del inmueble en 1985.[cita requerida]
La parte meridional de la alcaldía, cubierta por piedra volcánica resultante de la erupción del volcán Xitle, fue objeto a mediados del siglo XX de un singular proyecto urbanístico, al ser elegido por Luis Barragán para el fraccionamiento Jardines del Pedregal; de las mansiones construidas bajo el concepto original queda muy poco al ser objeto de la presión inmobiliaria que vive la parte poniente de la ciudad.[cita requerida]
En la zona de San Ángel, por el rumbo de Anillo Periférico Sur, se ubican las oficinas de la empresa Televisa. Anteriormente le pertenecieron a Televisión Independiente de México, pero al fusionarse estas instalaciones pasaron a formar parte de Telesistema Mexicano la cual constituyó lo que hoy se denomina Televisa.[cita requerida]
En la colonia Alfonso XIII hay un parque emblemático llamado parque Montecarmelo donde los jóvenes se reúnen para realizar diversas actividades al aire libre. En el quiosco durante las noches se llevan a cabo clases de baile y aerobics.[cita requerida]
El parque de la Juventud se creó en las inmediaciones de la sede delegacional a un costado de esta misma. Está habilitado con canchas de fútbol soccer, fútbol rápido y baloncesto, así como dos áreas de juegos infantiles. Además, cuenta con el Teatro de la Juventud, un salón de usos múltiples, dos pequeños foros, los cuales son alquilados para diversos eventos, ya sea escolares o culturales, una zona de educación vial, donde los niños pueden acudir con sus bicicletas, patinetas o triciclos, y aprenden a manera de juego cómo deben atender y respetar las señales viales, y una casa para adultos mayores.[cita requerida]

### Monumento a Álvaro Obregón
Ubicado en un amplio parque sobre la avenida de los Insurgentes que marca el acceso al barrio de San Ángel, el Monumento a Álvaro Obregón es un hito urbano de referencia obligada al sur de la Ciudad de México. Se erigió en 1935 para conmemorar el asesinato del presidente Álvaro Obregón, acaecido en 1928 en este mismo lugar, en una comida en el elegante restaurante «La Bombilla», que se encontraba en medio de las huertas de Chimalistac que alguna vez pertenecieron al Convento del Carmen. En dicha comida, celebrada el 17 de julio de 1928, el entonces presidente electo fue asesinado por José de León Toral.[cita requerida]
El monumento consiste en una gran torre hueca al interior que presenta una amplia escalinata de acceso custodiada por dos grandes esculturas de piedra realizadas por el artista Ignacio Asúnsolo. Dentro del monumento se encuentra una gran sala que anteriormente albergaba un objeto por demás grotesco y que ya se retiró del lugar: la mano que Obregón había perdido en una batalla. En esta construcción es posible detectar una fuerte influencia del art déco que se manifiesta en la volumetría del propio monumento así como en el carácter geométrico de los grupos escultóricos que la conforman. Frente al monumento se encuentra un gran espejo de agua alineado con cipreses y rosales que dan realce al lugar y lo convierten en un agradable sitio de paseo para los oficinistas de los edificios corporativos cercanos.[cita requerida]

#### Patrimonio de la Humanidad
En el 2011, la Asamblea legislativa del Distrito Federal (ALDF) solicitó al gobierno del entonces llamado Distrito Federal (hoy Ciudad de México) a promover la zona de Chimalistac como Patrimonio Cultural de la Ciudad de México. La iniciativa busca proteger la riqueza cultural y arquitectónica de la zona contra el constante aumento de desarrollos departamentales. Cabe destacar que la riqueza arquitectónica de la zona fue motivo de inspiración para la novela Santa, escrita por Federico Gamboa en 1903.[cita requerida]

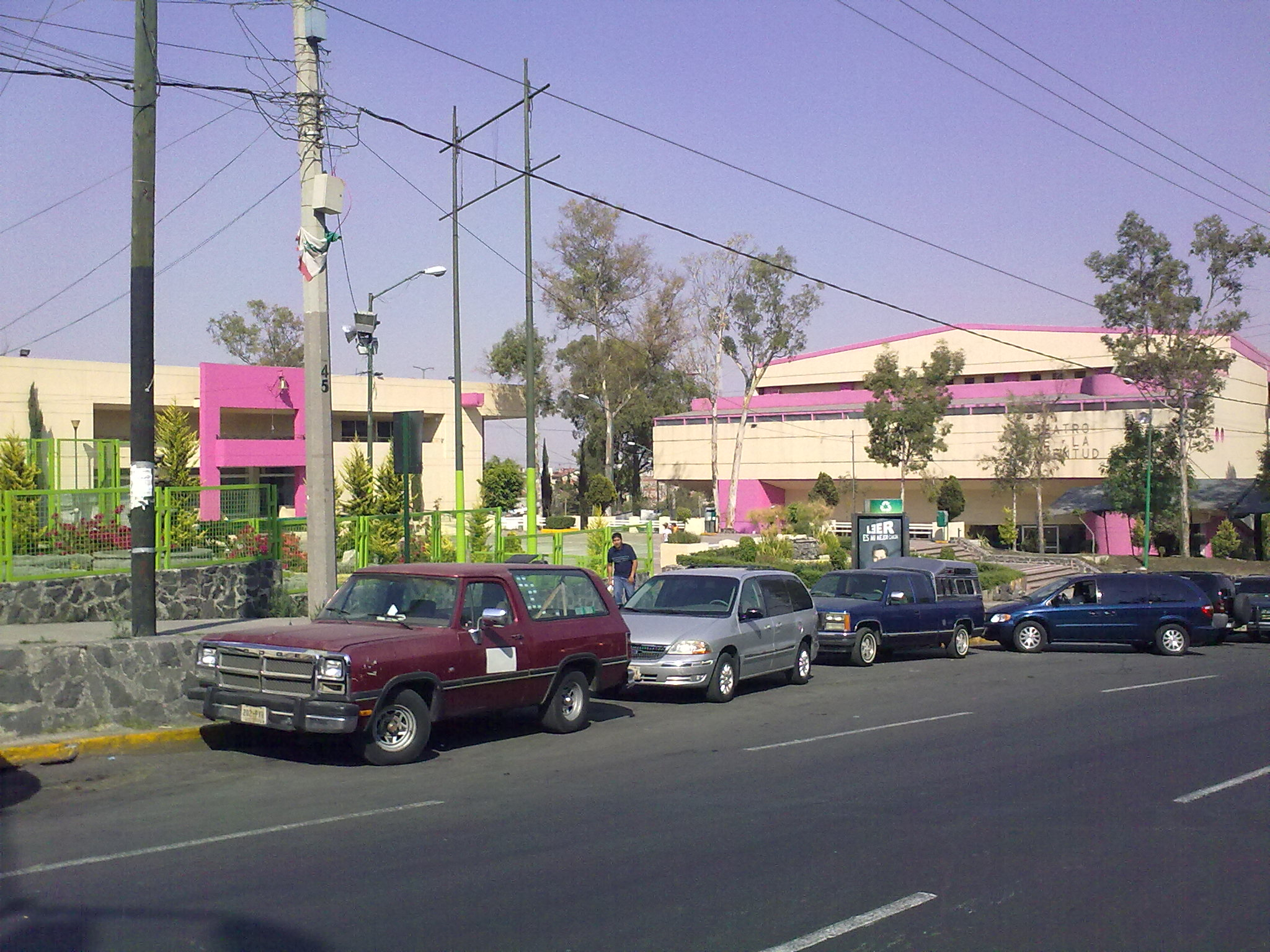
Salón de Usos Múltiples y Teatro de la juventud, en la delegación Álvaro Obregón, CDMX.
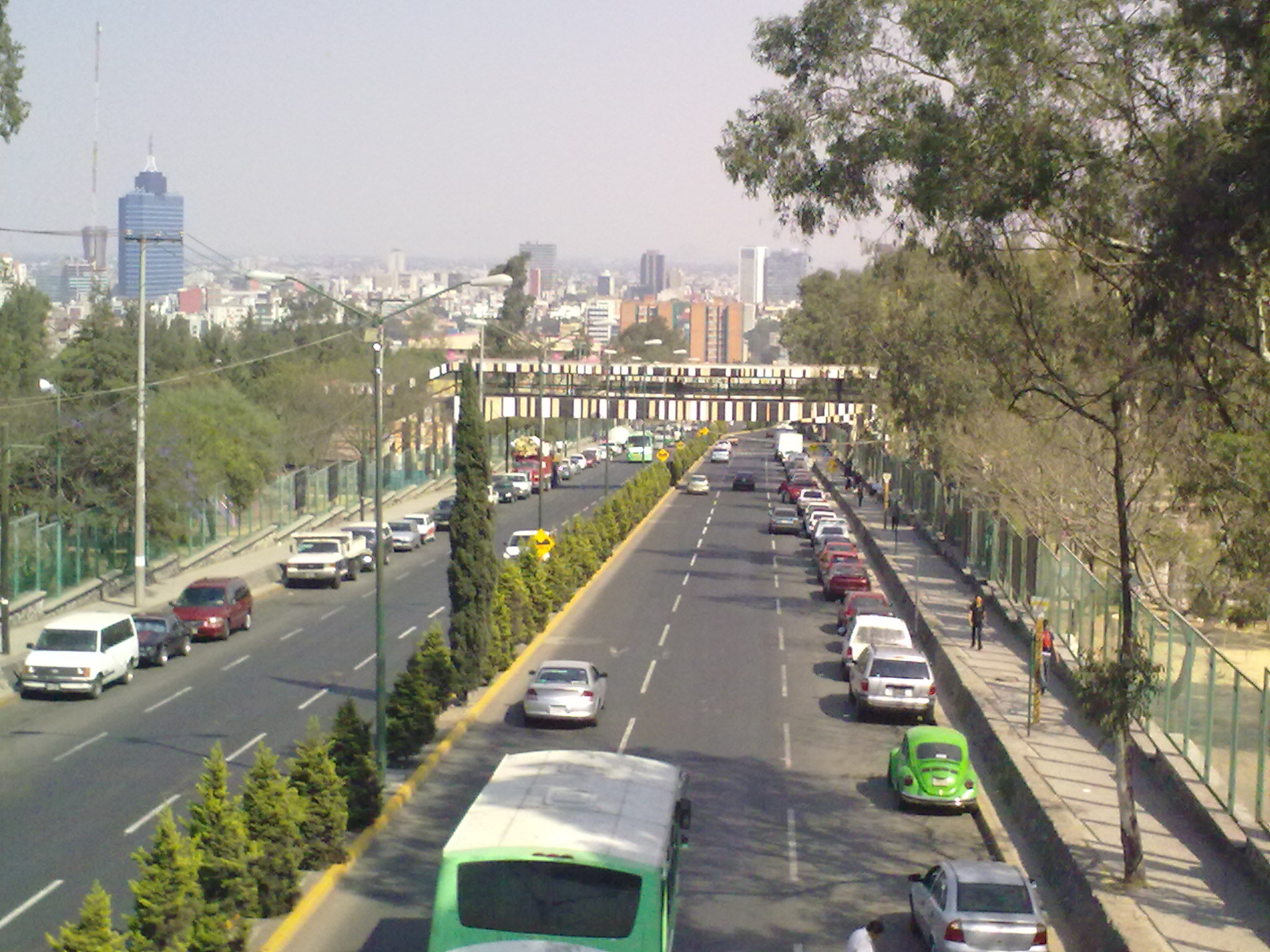
Prolongación calle 10, vialidad de acceso a las instalaciones del Parque de la Juventud.
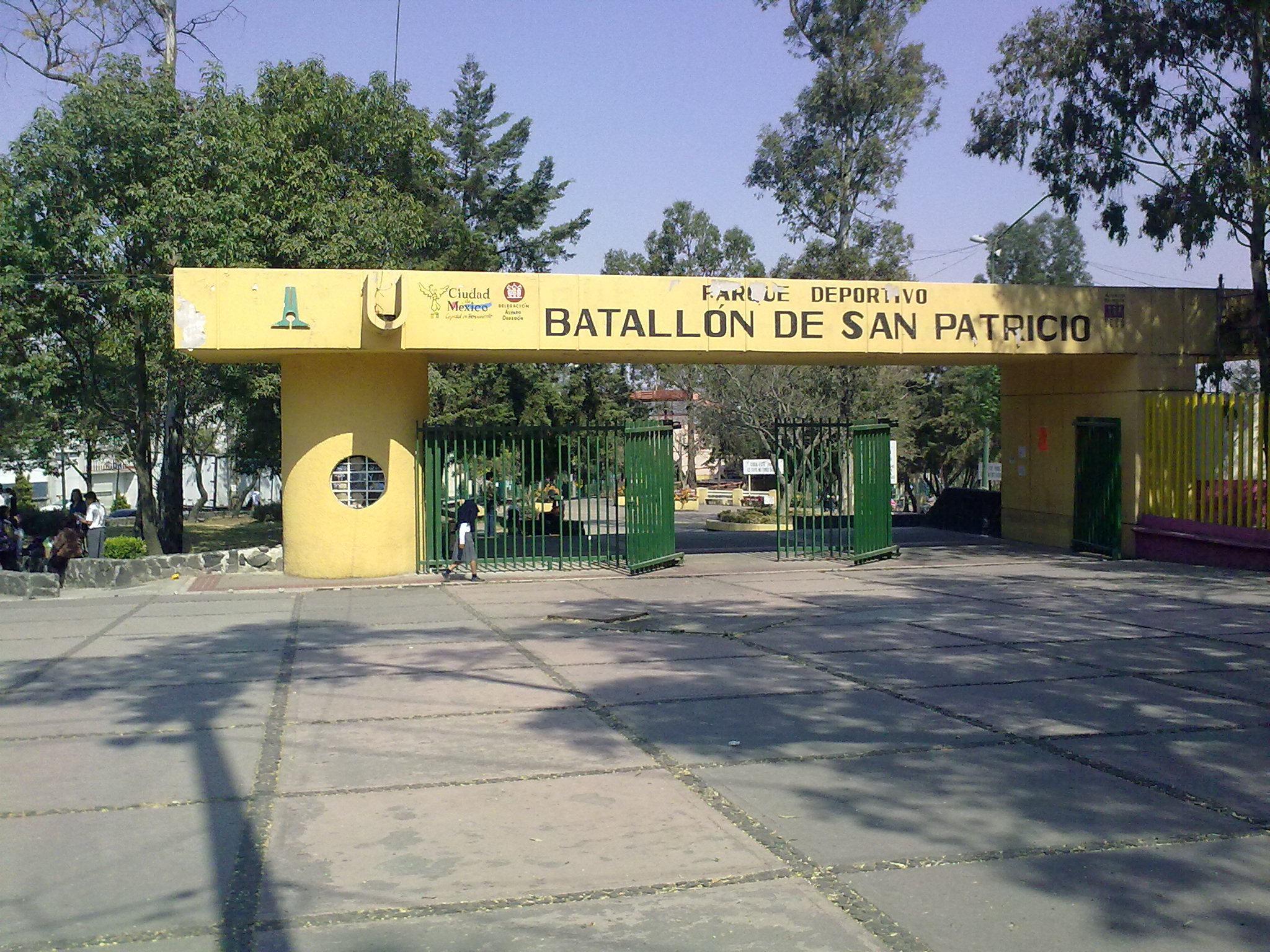
Entrada al Parque Deportivo de la Juventud.
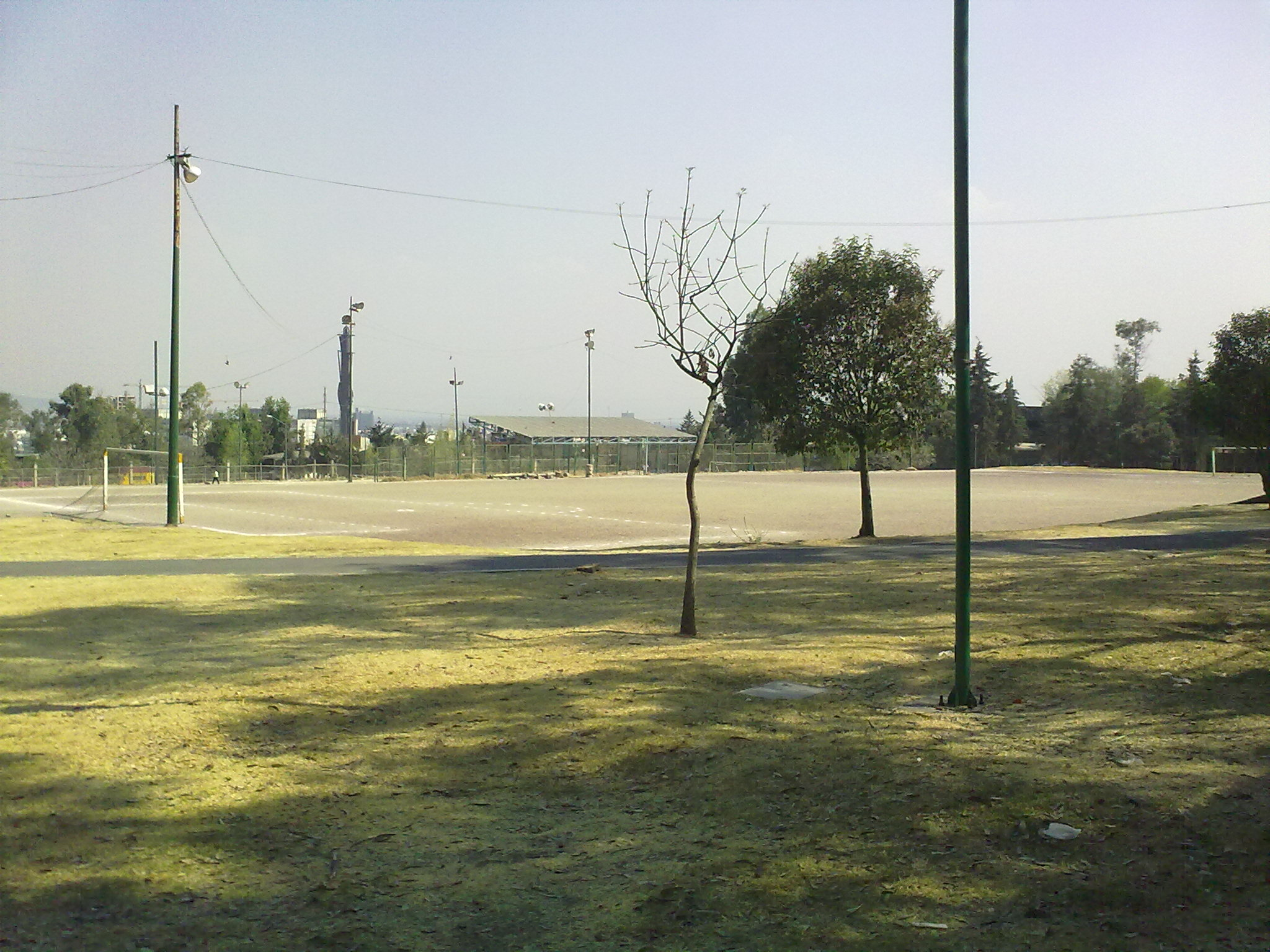
Canchas de fútbol en el Parque Batallón de San Patricio.
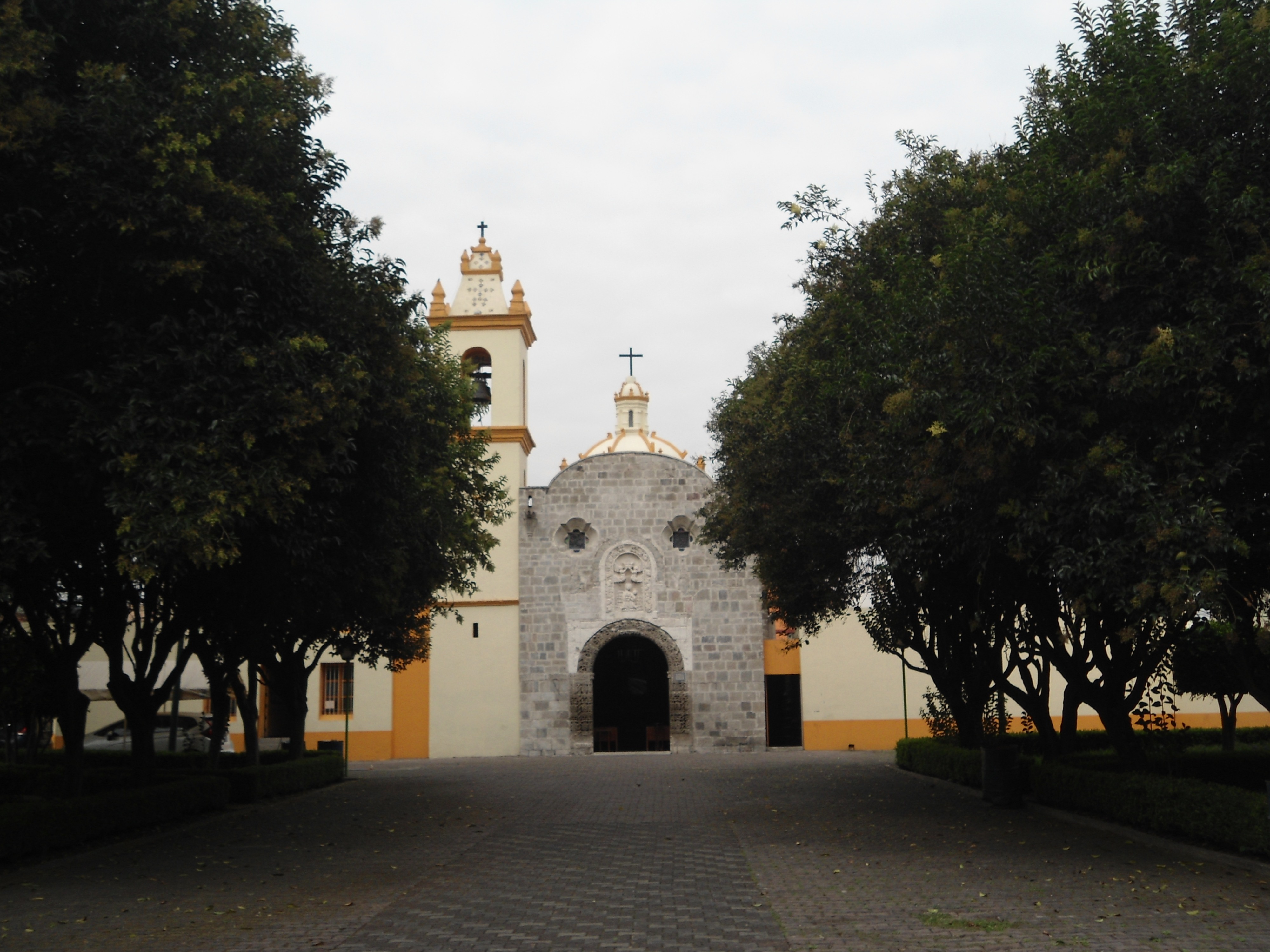
Parroquia de la Asunción de Santa María, en la colonia Santa María Nonoalco.

## Festividades y tradiciones
La celebración de cada una de las fiestas patronales que se celebran en las diferentes colonias y que según sus posibilidades económicas se colocan: ferias, exposiciones, venta de artículos y alimentos, así como juegos pirotécnicos. En algunos de los pueblos se cuenta con comparsas de danzantes como «Chinelos y Arrieros» que visitan los diferentes pueblos tradicionales.
| Fecha                      | Festividad                                         | Barrio, colonia o pueblo              |
| -------------------------- | -------------------------------------------------- | ------------------------------------- |
| 1 de enero                 | Fiesta patronal de la Virgen de Guadalupe          | Col. Santa Rosa Xochiac               |
| 2 de enero                 | Fiesta del Dulce Nombre de Jesús                   | Pueblo de San Bartolo Ameyalco        |
| 1 de enero                 | Festival del Día de Reyes (fecha variable)         | Parque de la Juventud                 |
| 1 de enero                 | Fiesta patronal                                    | Pueblo de Axotla san Sebastián Mártir |
| 5 de febrero               | Fiesta de San Felipe de Jesús                      | Col. José Ma. Pino Suárez             |
| 13 de febrero              | Fiesta de Nuestra Señora del Camino                | Col. Herón Proal                      |
| 14 de febrero              | Variable Baile de la Amistad                       | Teatro de la Juventud                 |
| 14 de febrero              | Variable Encuentro de Danza a Nivel Medio Superior | Teatro de la Juventud                 |
| Segundo domingo de febrero | Celebración a la imagen del Señor Nazareno         | Pueblo de Axotla san Sebastián Mártir |
| 24 de agosto               | Fiesta de San Bartolomé Apóstol                    | Pueblo de San Bartolo Ameyalco        |

- Marzo

02 Fiesta de Nuestra Señora de los Corazones
Col. Olivar de los Padres
03 Fiesta del Sagrado Corazón de Jesús
Col. José Ma. Pino Suárez
19 Fiesta de San José
Progreso Tizapán
19 Fiesta de San José
Col. San José del Olivar
- Abril

Variable Festival del Día del Niño Carnaval de Títeres.
Teatro de la Juventud, parque de la Juventud y
Centros Sociales
la Semana Santa en la capilla de la Sagrada Familia col. Ave real
- Mayo

Variable Festival del Día de las Madres
Parque de la Juventud
Variable Festival del Día del Maestro
Parque de la Juventud
- Junio

24 Fiesta de San Juan
Col. Molino de Santo Domingo
Variable Festival del Día del Padre
Parque de la Juventud y parque de la Bombilla
Variable Día Nacional del Medio Ambiente
Concurso de Pinta Bardas
Un Palomazo por la Ecología
Parque de la Juventud
Variable jueves de Corpus Christy Col. Corpus Christi 
- Julio

16 Fiesta Patronal de la Virgen del Carmen
Col. Alfonso XIII
Fiesta de la Virgen del Carmen
Col. Molino de Rosas
Fiesta de la Virgen del Carmen
Col. Sacramento
Fiesta Tradicional de la Virgen del Carmen
Col. San Ángel
Variable Fiesta de las Flores
Col. San Ángel
Variable Talleres de Verano Parque de la Juventud y Centros Sociales
- Agosto

2 Fiesta de Nuestra Señora de los Ángeles
Col. Lomas de los Ángeles Tetelpan
15 Fiesta de la Virgen de la Asunción
Col. Liberación Proletaria
15 Fiesta de la Virgen de la Asunción
Col. El Árbol
24 Fiesta Patronal de San Bartolo
Col. San Bartolo Ameyalco
- Septiembre

08 Fiesta Patronal de la Virgen de la Natividad
Col. Tetelpan
15 Ceremonia del Grito de Independencia
Centro Cultural San Ángel
24 Fiesta de la Virgen de la Merced
Col. Merced Gómez
29 Fiesta de San Miguel
Col. La Joya
Variable Fiestas Patrias
Festividades en diferentes colonias y pueblos.
- Octubre

04 Fiesta Patronal de San Francisco de Asís
Col. Pueblo de Santa Fe
Fiesta de San Francisco de Asís
Col. Zenón Delgado
23 Fiesta de San Rafael
Col. Jalalpa - Calzada
- Noviembre

08 Fiesta de la Virgen de la Concepción
Col. La Palmita
22 Fiesta de Santa Cecilia
Col. Pirul Santa Lucía
Fiesta de la Virgen de Santa Cecilia
Col. Preconcreto
Fiesta de Santa Lucía
Col. Olivar del Conde
25 Fiesta de Santa Catalina Col. Barrio Norte
Fiesta de Axotla y Pueblos Unidos (santa Rosa Xochiac, Santiaguito, san Bartolo, etc)
- Diciembre

08 Fiesta de la Virgen de la Concepción
Col. Ladera Grande
Fiesta Patronal de la Virgen de la Concepción
Col. Alpes Ampliación
Fiesta de la Virgen de la Concepción
Col. La Conchita
Fiesta de la Virgen de la Concepción
Col. Pirul 1.ª Ampliación
08 Fiesta de la Virgen de la Purísima Concepción 
Pueblo Tlacopac
12 Fiesta de la Virgen de Guadalupe Col. Palmas Axotitla y Col. Jalalpa el Grande.
12 Fiesta de la Virgen de Guadalupe Col. Lomas de Chamontoya (celebración que inicia el día 11 a media noche con las mañanitas).
13 Fiesta Patronal de Santa Lucía Col. Santa Lucía (la fiesta consiste en una verbena popular que dura todo el día con diferentes actividades muy tradicionales).
12 Fiesta de la Virgen de Guadalupe, en la Parroquia Nuestra Sra. de Guadalupe de la colonia María G. de García Ruiz, la cual inicia a las 5:oo horas. con las mañanitas tradicionales a la Virgen, contando con juegos mecánicos, venta de comida, luz y sonido y finaliza con fuegos artificiales y un castillo.
12 Fiesta de la iglesia de Nuestra Señora de Guadalupe, de la colonia Tizapan San Ángel, en la que se realizan una serie de rosarios diarios hasta el día 12 de diciembre, cuando se realiza un evento de pirotecnia y una feria.

## Deportes

### Centros deportivos
Estos son algunos centros deportivos en la alcaldía:
Alberca Cristopher Tronco Sánchez
Dirección: Dr. Francisco P. Miranda, s/n. Col. Lomas de Plateros, C.P. 01480, alcaldía Álvaro Obregón, Ciudad de México. Alberca semiolímpica de 12.50 m de ancho y 25.00 m de largo respectivamente y una profundidad de 1.65 m.
Alberca y Gimnasio G-3
Av. Escuadrón 201 s/n. Col. Bellavista, C.P. 01150, alcaldía Álvaro Obregón, Ciudad de México.
Asociación México Japonesa, A. C.
Calle Fujiyama n.º 144, Col. Las Águilas. C. P. 01710, Álvaro Obregón, Ciudad de México. Horario de atención: martes a domingo de 09:00 a 18:00 horas. La Asociación México Japonesa (AMJ) fue concebida y creada para bien de la comunidad y el fomento de la amistad entre México y Japón. Actualmente la AMJ cuenta con la simpatía y el apoyo de sus socios y de las instituciones afiliadas. La AMJ es conocida cariñosamente por la comunidad japonesa como KAIKAN. La institución tiene sus amigos mexicanos, muy frecuentes reuniones de diversa causa, festejos, torneos deportivos y diversos eventos tradicionales japoneses la hicieron bulliciosa, llena de colorido y entusiasmo. Desde su fundación, ha recibido la visita de distinguidísimas personalidades empezando por el entonces príncipe heredero Akihito y la princesa Michiko, actuales emperadores de Japón. Asimismo, ha estado el príncipe heredero Hiro y los príncipes Takamado.